# Джудит Фокс
Джудит Фокс (англ. Judith Fox, род. 25 февраля 1980, Будапешт) — венгерская порноактриса, лауреат премий AVN Awards и Hot d’Or.

## Биография
Родилась 25 февраля 1980 года в Будапеште. Дебютировала в порноиндустрии в 1998 году, в возрасте 18 лет.
Снималась для таких студий, как Wicked Pictures, Viv Thomas, Private Media Group, Hustler Video, Evil Angel, Digital Sin и других.
В 2001 году получила премию Hot d’Or в номинации «лучшая европейская старлетка». В 2008 году выиграла награду AVN Awards в категории «лучшая групповая сцена» за роль в Fashionistas Safado: Berlin совместно с Рокко Сиффреди, Аннетт Шварц, Синтией Стоун и Ванессой Хилл.
Ушла из индустрии в 2021 году, снявшись в 172 фильмах.

## Награды
| Год  | Награда    | Категория                    | Работа                      | Результат |
| ---- | ---------- | ---------------------------- | --------------------------- | --------- |
| 2001 | Hot d’Or   | Лучшая европейская старлетка | н/д                         | Победа    |
| 2008 | AVN Awards | Лучшая групповая сцена       | Fashionistas Safado: Berlin | Победа    |

## Избранная фильмография
- Fashionistas Safado: Berlin[6] (2007, Evil Angel)